# Piotr (Jakumelos)
Piotr, imię świeckie Georgios Jakumelos (ur. 1932 na Zakintos, zm. 24 listopada 2020) – grecki biskup prawosławny w jurysdykcji Patriarchatu Aleksandrii.

## Życiorys
W 1955 przyjął święcenia diakonatu, a rok później prezbiteratu. 30 listopada 1972 otrzymał chirotonię biskupią. W latach 1979–2018 był metropolitą aksumskim.
W listopadzie 2018 r. przeniesiony w stan spoczynku; otrzymał tytuł metropolity Cezarei i egzarchy Numidii.